# Франсуа де Монморансі
Франсуа де Монморансі (François de Montmorency, 17 липня 1530 — 6 травня 1579) — французький аристократ, політичний та військовий діяч, 2-й герцог Монморансі, Маршал Франції.

## Життєпис
Походив з впливового аристократичного роду Монморансі. Син конетабля Анна де Монморансі. Військову кар'єру розпочав у 1551 році службою у П'ємонті. У 1552 році був у складі війська під орудою короля Генріха II, яка воювала у Лотарингії та Фландрії. Брав участь в облозі Меца. Згодом звитяжив під час оборони міста Теруан від імператорських військ. але зрештою у 1553 році місто впало й Франсуа потрапив у полон.
Лише у 1556 році повертається до Парижу. Тоді ж стає кавалером ордену Святого Михайла, губернатором Іль-де-Франса й Парижу. Того ж року король спрямовує Монморансі на допомогу папі римському Павлу IV для оборони міст Риму і Остії від іспанських військ. у 1557 році бере участь у битві при Сен-Квентині, де французи були розбиті вщент. У 1558 році він серед учасників облоги Кале, після чого виконував дипломатичне завдання в Англії.
у 1559 році новий король Франциск II надав Франсуа де Монморансі звання маршала. З початком релігійних воєн зайняв центристську позицію, так званих поміркованих католиків, або «політиків». У 1560 році як делегат бере участь у засіданні Генеральних Штатів в Орлеані. У 1562 році він серед учасників битви при Дре. цього разу був на боці католиків. Згодом бере участь у захоплені Гавру. У 1565 році вступає у конфлікт з Гізами щодо чіткого виконання королівських ордонансів, що торкалися забезпечення релігійного миру. Разом із батьком хоробро бився проти гугенотів у битві при Сен-Дені у 1567 році.
Після загибелі батька стає 2-м герцогом Монморансі та графом Даммартеном, отримує від короля Карла IX звання пера Франції.
У 1570 році сприяв укладанню Сен-Жерменського договору. у 1572 році за дорученням короля уклав союз з Англією. Перебуваючи у Лондоні отримав Орден Підв'язки. Знаючи про підготовку до вбивства лідерів гугенотів Франсуа де Монморансі залишив Париж, щоб не брати участі у вбивствах, водночас й не попередив гугенотів, серед яких були його родичі.
У 1574 році як одного з лидерів партії незадоволених разом з маршалом Артюсом де Коссе, герцогом Франсуа Алансонським запроторено до бастилії. Лише у 1575 році Монморансі було виправдано та випущено на волю. Після цього він віддаляється у замок Екуан, де помирає 6 травня 1579 року.

## Родина
Дружина — Діана де Валуа, позашлюбна донька короля Генріха II
Діти:
- Ганна, померла дитиною
- Франсуа, помер дитиною